# Psyra boarmiata
Psyra boarmiata là một loài bướm đêm trong họ Geometridae.